# Vương quốc León
Vương quốc León là một vương quốc độc lập nằm ở phía tây bắc của bán đảo Iberia. Vương quốc này được thành lập năm 910 khi quốc vương của xứ Asturias là Alfonso III chia vương quốc cho ba con trai: Fruela II (Asturias), García I (León), Ordoño II (Galicia). Con trai cả của ông, García đã chủ động chuyển kinh đô của họ từ Oviedo tới thành phố León. Bồ Đào Nha tách ra để trở thành Vương quốc Bồ Đào Nha độc lập năm 1139, về phía đông, phần nội địa của León bị sáp nhập vào Vương quốc Castilla năm 1230.
Từ 1296-1301, Vương quốc León lại giành được độc lập và sau khi tái hợp với Castilla thì León vẫn là một vương quốc cho đến năm 1833, sau này trở thành một phần của đất nước Tây Ban Nha thống nhất. Đến ngày 30 tháng 11 năm 1833, Vương quốc León được xem là một trong những vùng của Tây Ban Nha và được chia thành các tỉnh León, Zamora và Salamanca. Năm 1978, León đã được bao gồm sáu tỉnh từ Castilla cũ trong Cộng đồng tự trị Castile và León.

## Các quốc vương xứ León:
1. García I: 910 - 914 (con thứ của vua Alfonso III)
2. Ordoño II: 914 - 924 (em trai của García I)
3. Fruela II: 924 - 925 (anh trai của García I và Ordoño II)
4. Alfonso Froilaz: 925 - 926 (con trai của Fruela II)
5. Alfonso IV: 926 - 931 (con trai của Fruela II, em trai của Froilaz)
6. Ramiro II: 931 - 951 (con trai của Ordoño II)
7. Ordoño III: 951 - 956 (con trai của Ramiro II)
8. Sancho I: 956 - 958 (con trai của Ramiro II, em trai của anh họ Ordoño III)
9. Ordoño IV: 958 - 960 (con trai của Alfonso IV)
10. Sancho I: 960 - 966
11. Ramiro III: 966 - 985 (con trai của Sancho I)
12. Bermudo II: 985 - 999 (không rõ cha đẻ, có lẽ là Ordoño III)
13. Alfonso V: 999 - 1028 (con của Bermudo II)
14. Bermudo III: 1028 - 1037 (con của Alfonso V)
15. Fernando I: 1037 - 1065 (con rể của Bermudo III)
16. Alfonso VI: 1065 - 1072 (con trai thứ của Fernando I)
17. Sancho II: 1072 (con cả của Fernando I)
18. Alfonso VI: 1072 - 1109
19. Nữ hoàng Magpie I: 1109 - 1126 (con gái của Alfonso VI, tên khác là Urraca)
20. Alfonso VII: 1126 - 1157 (con trai của Magpie I)
21. Fernando II: 1157 - 1188 (con trai của Alfonso VII)
22. Alfonso IX: 1188 - 1230 (con của Fernando II)
23. Fernando III: 1230 - 1252 (con của Alfonso IX. Fernando III hợp nhất León với Castille thành một nước)
24. Alfonso X: 1252 - 1284 (con cả của Fernando III)
25. Sancho IV: 1284 - 1295
26. Fernando IV: 1295 - 1301 (cuối cùng)